# جيمس هور
جيمس هور (بالإنجليزية: James Hoare)‏ هو دبلوماسي بريطاني، ولد في 1948.